# Ernodes nigroauratus
Ernodes nigroauratus är en nattsländeart som beskrevs av Martin E. Mosely 1930. Ernodes nigroauratus ingår i släktet Ernodes och familjen sandrörsnattsländor. Utöver nominatformen finns också underarten E. n. siculus.